# 查拉图斯特拉如是说
《查拉圖斯特拉如是說》（德語：Also sprach Zarathustra），徐梵澄译本译为《苏鲁支语录》、鲁迅最初翻译为《察罗堵斯德罗绪言》，是德國哲學家尼采假托古波斯祆教創始人查拉圖斯特拉（又譯瑣羅亞斯德）之口於1885年完成的作品，是哲学史上最著名的哲學書籍之一。

## 簡介
此書不同部分於不同年份完成，共四部，前二部分1883年出版，第三部於1884年出版；第四部雖於1885年初寫完，但因為前三部銷售不佳，出版社拒印，尼采自行少量印刷；直至1892年才與前三部合併出版。1891年，尼采妹妹伊莉莎白（Elisabeth Förster-Nietzsche）據說因為擔心對神褻瀆而遭禁，曾企圖阻止查拉圖斯特拉第四部出版。1894年後妹妹編輯尼采檔案，並出版全集共十九卷數次，尼采於1900年過世。
此書以記事方式描寫一個哲學家的流浪及教導。
查拉圖斯特拉是古代波斯祆教的先知、創始人的名字，該先知的希臘名字可能更為人知：「瑣羅亞斯德」（中国古书中则称为“苏鲁支”）。此書使用詩及小說的方式，時常諷刺新約聖經，來探索尼采的許多觀念。
书中的查拉图斯特拉有两个动物相伴，分别为蛇和鹰。
查拉圖斯特拉的中心概念，人類是猿猴及尼采稱為「超人」（Übermensch）之間的一個過渡形式。
大部分情節不連貫，查拉圖斯特拉書裏的故事能用任何方式閱讀。查拉圖斯特拉有句名言：「上帝已死」(實則歷史上的查拉圖斯特拉宣稱阿胡拉·馬茲達為造物主，並且從未否認其永恆地位與主宰權)；雖然這句話在尼采之前一本書《快樂的科學》中也出現過。
此書原本預計要寫下最後兩章，但最後停在第四卷，以「預兆」章節作結。
未寫的最後兩部計畫描寫查拉圖斯特拉的佈道工作以及最後的死亡。

## 音樂、電影與美術

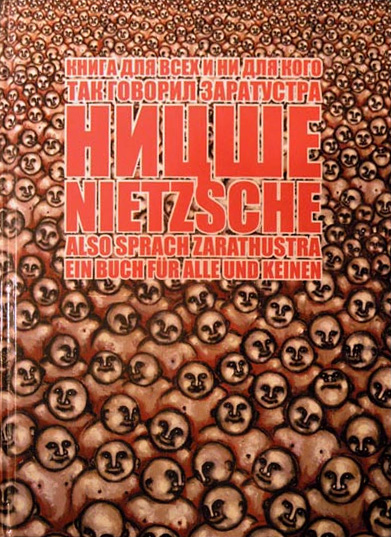
由莉娜·哈得斯绘制插画的德语-俄语版本

### 音乐
《查拉圖斯特拉如是說》後來由理查·史特勞斯從書中所獲得的靈感寫作同名的交響詩，於1896年完成。乐曲没有具体的故事情节，其内容完全按照作者自己对尼采哲学与美学思想的想象来创造的。为描摹抽象对立的哲学思想，作者使用了两个差异很大的调性——代表人类的B调和代表自然的C调，在它们转换和对立的基础上，赋予交响诗戏剧性的冲突。全曲共分九段，除第一段《日出》的标题是理查·施特劳斯自己添加外，其余八段标题均来自尼采的原著，分别是《关于后世界人》、《关于强烈的渴念》、《关于欢乐与激情》、《挽歌》、《关于科学》、《久病初愈之人》、《舞曲》和《夜曲》。
後來此曲於斯坦利·库布里克於一九六八年的電影《2001太空漫遊》中做為電影配樂。該電影的部分靈感也被認為來自於查拉圖斯特拉如是說這本書。

## 外部連結
- AlsoSprachZaratustra in c2.com wiki （页面存档备份，存于）
- audio file (MIDI) Thus Spake Zarathustra （页面存档备份，存于）
- Also Sprach Zaratustra （页面存档备份，存于）（德文）
- 系列畫作《查拉圖斯特拉如是說》, 俄国画家莉娜閻王 （页面存档备份，存于）